# 伊藤裕之
伊藤裕之是就职于日本史克威尔艾尼克斯的游戏制作人、游戏总监及游戏设计师。他以监督《最终幻想VI》（1994年）、《最终幻想IX》（2000年）和《最终幻想XII》（2006年），并创作即时战斗（ATB）系统而知名。他负责《最终幻想IV》、《V》、《VI》、《VIII》、《IX》、《XII》和《最终幻想战略版》的战斗系统。

## 传记
伊藤裕之从东京造型大学毕业后，于1987年加入史克威尔。他最早负责《最终幻想》和《最终幻想II》的出错工作，但从为《最终幻想III》创作音效起，首次真正参与游戏开发。他接下来的主要任务是为《最终幻想IV》设计即时战斗系统。史克威尔在1991年7月16日提交ATB的日本专利申请，并在1992年3月16日在美国提交类似申请。申请产生一个日本专利（JP2794230）和两个美国专利（US5390937和US5649862）。他还创作了“懦夫匕首与勇者之剑”的选择情节。在《最终幻想V》中，伊藤设计了完全自订的职业系统。《最终幻想VI》是伊藤首个担任总监的游戏。在这部作品中，他负责战斗的各个方面。他还在负责《最终幻想VIII》与《最终幻想战略版》的战斗系统，之后在《最终幻想IX》中再次担任总监一职。伊藤还提出了主角吉坦对女性调情的主意。
2005年中旬，史克威尔艾尼克斯宣布松野泰己因病离开公司，但将会担任《最终幻想XII》的监督。伊藤被任命为游戏的总监。松野对较长的开发时间向玩家致歉，但保证这是“经优秀员工之手开发的进展”。伊藤为《最终幻想XII》设置了执照板，让玩家自由依喜好发展角色而不会过于复杂。在2007年5月，史克威尔艾尼克斯聚会2007的会前聚会上，他以《最终幻想XII国际版Zodiac Job System》制作人兼总监的身份上台演讲。他后来称，他认为《最终幻想XII》的游戏设计和战斗系统“是对游戏词典的决定性贡献”，它“在可能有在未来游戏中闪耀的潜力”。在2012年左右，制作人田付信一给了伊藤为新游戏设计战斗系统的任务。然而之后计划改变，他在一星期后被告知要设计一个不同项目。田付这次请他设计一款社交游戏，他认为这是一个让伊藤工作的有趣机会，并传授了一些FC游戏机系统的简单经验。这个概念成了《守护十字架》。伊藤在2012年9月称，如果公司总裁希望，他会创作另一款最终幻想游戏。史克威尔艾尼克斯第1生产部执行法人桥本真司在2013年7月称，伊藤正在“为一个新项目企划并做一些提议”，并“将一些想法放在一起”。

## 遊戲設計與影響
作為最終幻想的電子遊戲設計師，伊藤嘗試讓劇情和事件場景與遊戲系統平衡。他在開始創作作品時，並不考慮即将到来的劇情，而是花时间尽可能严密他的游戏系统。他认为，他的任务是让游戏顺畅实施，而让负责情节者无此方面疑虑。他还认为，最终幻想系列最重要的因素就是，玩家在打通游戏，看到屏幕上的“完”后，所获得的成就感。职业运动是伊藤战斗系统背后的主要灵感。在《最终幻想IV》的怪兽和《最终幻想XII》的策略系统和美国橄榄球联盟一些方面类似，他们的行动都依据特定情况下所最有可能的结果。即时战斗系统则受到一级方程式的启发，在看到赛车彼此超越后，伊藤有了给角色设定不同速度值得想法。这数值成为战斗系统的基础，并决定某角色在回合何时行动。
在2006年9月22日CESA的日本遊戲大獎上，伊藤领取了《最终幻想XII》的“大奖”和“优秀奖”。他对开发团队、长期爱好者和新玩家表示感谢，并称团队对奖赏很感激，因为他们在创作时根本没想到游戏游戏会获得如此评价。他在颁奖典礼上称，“我尽我所能，为作品带来新的和创新的元素。这是最终幻想系列中最具创作挑战性的游戏之一，我对这样的游戏获得荣誉非常高兴。为了回报玩过游戏并给出这么高评价的用户，我决定有必要始终提醒自己来迎接新挑战。”野村哲也认为伊藤是他在公司中四个“前辈”之一，很可能影响着他的战斗设计。

## 作品
| 年分           | 作品                               | 系統                 | 職務                             |
| -------------- | ---------------------------------- | -------------------- | -------------------------------- |
| 1987（未發行） | Aliens                             | PC                   | 開發者                           |
| 1987           | 最終幻想                           | FC遊戲機             | 除錯                             |
| 1988           | 最終幻想II                         | FC遊戲機             | 除錯                             |
| 1989           | 史克威尔的汤姆·索亚                | FC游戏机             | 企划                             |
| 1989           | 圣剑传说 ～最终幻想外传～          | Game Boy             | 编剧、地图制作                   |
| 1990           | 最终幻想III                        | FC游戏机             | 音效                             |
| 1990           | 高速之星II                         | FC游戏机             | 游戏设计                         |
| 1991           | 最终幻想IV                         | 超级任天堂           | 战斗设计                         |
| 1992           | 最终幻想V                          | 超级任天堂           | 战斗设计                         |
| 1994           | 最终幻想VI                         | 超级任天堂           | 总监、战斗系统设计               |
| 1995           | 时空之轮                           | 超级任天堂           | 事件设计                         |
| 1996           | 超级马里奥RPG                      | 超级任天堂           | 特别感谢                         |
| 1997           | 最终幻想战略版                     | PlayStation          | 游戏设计、战斗主设计             |
| 1999           | 最终幻想VIII                       | PlayStation          | 战斗系统设计、出行陆行鸟游戏设计 |
| 2000           | 最终幻想IX                         | PlayStation          | 总监、战斗系统设计               |
| 2006           | 最终幻想XII                        | PlayStation 2        | 总监、游戏设计、战斗总监         |
| 2006           | 最终幻想V Advance                  | Game Boy Advance     | 监督                             |
| 2006           | 最终幻想VI Advance                 | Game Boy Advance     | 监督                             |
| 2007           | 最终幻想XII国际版Zodiac Job System | PlayStation 2        | 制作人、总监、游戏设计           |
| 2007           | 最终幻想IV                         | 任天堂DS             | 战斗监督                         |
| 2009           | Crawlian                           | 网页游戏             | 制作人                           |
| 2011           | 最终幻想 纷争012                   | PlayStation Portable | 特别感谢                         |
| 2012           | 守护者十字                         | iOS、Android         | 原创概念                         |
| 2014           | 亡灵十字                           | iOS、Android         | 战斗设计                         |